# Hartmut Neven

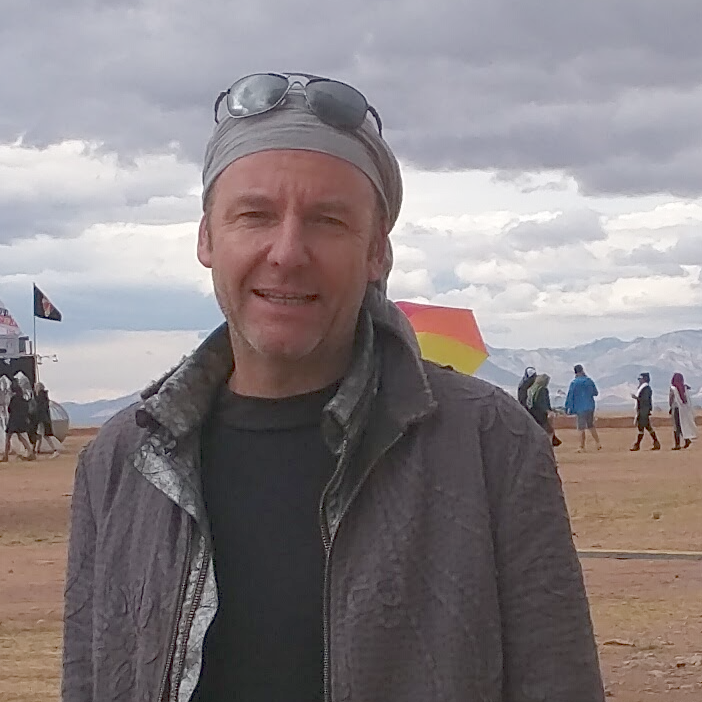
Hartmut Neven (2016)

Hartmut Neven (* 1964 in Aachen) ist ein deutscher Informatiker, der bei Google unter anderem an Quantencomputern forscht, aber auch über Computer-Sehen, Gesichtserkennung, rechnerische Neurowissenschaften und Robotik. Er ist Engineering Director bei Google.

## Leben und Wirken
Hartmut Neven studierte Physik und Wirtschaftswissenschaften in Brasilien, Köln, Paris, Tübingen und Jerusalem und schrieb seine Diplomarbeit bei Valentin Braitenberg am Max-Planck-Institut für biologische Kybernetik in Tübingen über ein neuronales Modell zur Objekterkennung. 1996 wurde er am Institut für Neuroinformatik der Ruhr-Universität Bochum von Christoph von der Malsburg promoviert (Dynamics for vision-guided autonomous mobile robots). Danach war er Assistant Professor an der University of Southern California im Labor für biologisches und Computer-Sehen (ebenfalls unter von der Malsburg). Er gründete zwei Firmen, zuerst Eyematic für Echtzeit-Gesichtsanalyse für Avatar-Animation (basierend auf Wavelets), dann Neven Vision, die Bild-Suchmaschinen für Mobiltelefone mit Kameras entwickelten und 2006 von Google übernommen wurden. Neven blieb bei Google und arbeitete dort an Bildverarbeitungstechniken und visuellen Suchsystemen, war wesentlich beteiligt an Google Goggles und Google Glass (er war Mitgründer dieses Projekts). Weiter leitete er Teams für Optical Character Recognition und Gesichtserkennung. Seine Teams gewannen mehrere Wettbewerbe bei Gesichtserkennung (FERET 1996, FRVT 2006), Objekterkennung (ImageNet 2014) und OCR (ICDAR 2013). Die visuellen Suchmethoden, die er mitentwickelte, fanden in vielen Google Produkten Anwendung (u. a. Image Search, Google Photos, YouTube, Street View).
Er ist Gründer und Leiter des Quantum Artificial Intelligence Laboratory von Google und damit für die Entwicklung von Quantenrechnern bei Google zuständig. Google arbeitet dabei mit der NASA zusammen. Zunächst bediente man sich bei Google eines adiabatischen Quantenrechners von D-Wave Systems, wozu er bei Google eine auf Quantenalgorithmen basierende Gesichtserkennungssoftware entwickelte, demonstriert auf SuperComputing 2007 und weitere Aufgaben des Maschinenlernens. Unter seiner Leitung wurde auch der auf Supraleitern basierende Bristlecone-Quantenrechnerchip mit 72 Qubits (2018) entwickelt. Er forscht auch über Anwendungen von Quantensimulation, zum Beispiel für die Aufklärung der quantenmechanischen Struktur von Festkörpern. Die Software wird in Los Angeles (Venice Beach) entwickelt, die Hardware (John Martinis u. a.) in Santa Barbara.
Für Quantenrechner prognostizierte Neven im Frühjahr 2019 eine doppelt-exponentielle Steigerung ihrer Rechenleistung, sodass ihre universelle Überlegenheit (quantum supremacy) gegenüber klassischen Rechnerarchitekturen erwartbar werde. In Anlehnung an das Mooresche Gesetz fand die These als Nevens Gesetz (Neven's Law) Eingang in die Debatte.
Im Jahr 2024 wurde in der Nature berichtet, dass Neven und sein Team zum ersten Mal eine Quantenfehlerkorrektur mit Fehlerraten unter einem relevanten Schwellenwert erreicht haben.

## Schriften (Auswahl)
- Rami Barends, Alireza Shabani, Lucas Lamata, Julian Kelly, Antonio Mezzacapo, Urtzi Las Heras, Ryan Babbush, Austin Fowler, Brooks Campbell, Yu Chen, Zijun Chen, Ben Chiaro, Andrew Dunsworth, Evan Jeffrey, Erik Lucero, Anthony Megrant, Josh Mutus, Matthew Neeley, Charles Neill, Peter O’Malley, Chris Quintana, Enrique Solano, Ted White, Jim Wenner, Amit Vainsencher, Daniel Sank, Pedram Roushan, Hartmut Neven, John Martinis: Digitized Adiabatic Quantum Computing with a Superconducting Circuit. In: Nature. Band 534, 2016, S. 222–226.
- Peter O’Malley, Ryan Babbush, Ian Kivlichan, Jonathan Romero, Jarrod McClean, Rami Barends, Julian Kelly, Pedram Roushan, Andrew Tranter, Nan Ding, Brooks Campbell, Yu Chen, Zijun Chen, Ben Chiaro, Andrew Dunsworth, Austin Fowler, Evan Jeffrey, Anthony Megrant, Josh Mutus, Charles Neil, Chris Quintana, Daniel Sank, Ted White, Jim Wenner, Amit Vainsencher, Peter Coveney, Peter Love, Hartmut Neven, Alán Aspuru-Guzik, John Martinis: Scalable Quantum Simulation of Molecular Energies. In: Physical Review X. Band 6, 2016, S. 031007.
- Masoud Mohseni, Peter Read, Hartmut Neven, Sergio Boixo, Vasil Denchev, Ryan Babbush, Austin Fowler, Vadim Smelyanskiy, John Martinis: Commercialize Quantum Technologies in Five Years. In: Nature. Band 543, 2017, S. 171–174.
- Sergio Boixo, Sergei Isakov, Vadim Smelyanskiy, Ryan Babbush, Nan Ding, Zhang Jiang, Michael J. Bremner, John Martinis, Hartmut Neven: Characterizing quantum supremacy in near-term devices. In: Nature Physics. Band 14, 2018, S. 595.
- Ryan Babbush, Nathan Wiebe, Jarrod McClean, James McClain, Hartmut Neven, Garnet Chan: Low-Depth Quantum Simulation of Materials. In: Physical Review X. Band 8, 2018, S. 011044.